# Люди в чёрном 3
«Лю́ди в чёрном 3» (англ. Men in Black 3, стилизовано как MIB3) — американский научно-фантастический комедийный боевик, продолжение фильма «Люди в чёрном 2» и третья и заключительная часть трилогии «Люди в чёрном». Лента основана на серии комиксов Лоуэлла Каннингема «Люди в чёрном», выпускавшихся в разное время издательствами «Aircel», «Malibu» и «Marvel». Фильм был снят с использованием 3D-технологий. В главных ролях снялись Уилл Смит, Томми Ли Джонс и Джош Бролин. Режиссёром фильма, как и первых двух частей, стал Барри Зонненфельд, а Стивен Спилберг выступил в качестве исполнительного продюсера. Для написания сценария компания «Columbia Pictures» наняла Итана Коэна, работавшего над «Солдатами неудачи» и «Мадагаскаром-2».
Съёмки фильма стартовали 18 ноября 2010 года в Нью-Йорке и закончились в конце июня 2011 года. С лета 2011 года фильм вошёл в стадию постпродакшна. Мировая премьера состоялась 23 мая 2012 года, через десять лет после выхода второй части. На российские экраны фильм вышел 24 мая 2012 года. Релиз фильма на DVD и Blu-ray произошёл 18 сентября 2012 года.

## Сюжет
Межгалактический уголовник Борис Животное (Джемейн Клемент), последний представитель расы боглодитов, инопланетных захватчиков, уничтожавших целые миры, с помощью своей сообщницы Лилли (Николь Шерзингер) сбегает из лунной тюрьмы «Луна-макс» и намерен вернуться в прошлое, чтобы убить агента Кея (Томми Ли Джонс). Более чем сорока годами ранее, 16 июля 1969 года, молодой агент Кей лишил Бориса руки и арестовал его. После преследования и перестрелки с агентами Борису удаётся бежать, и Кей сожалеет, что в прошлом не убил его. Он возвращается к себе в квартиру, где его следы исчезают. Агент Джей (Уилл Смит) помнит Кея живым, но для всех остальных он мёртв с 1969 года из-за изменённого Борисом прошлого. Агент О (Эмма Томпсон) и Джей приходят к выводу, что переворот произошёл в пространственно-временном континууме. Оба они понимают, что Борис, сбежав из тюрьмы, стал каким-то образом причастен к происшедшему. Боглодиты начинают массовое вторжение на Землю, так как защитное устройство «Аркнет» не было установлено в 1969 году из-за смерти Кея.
Джей выходит на торговца электроникой Джеффри Прайса, нелегально предоставляющего возможность перемещаться во времени, и узнаёт, что именно он отправил сбежавшего Бориса в 1969 год, и отправляется вслед за ним в прошлое, чтобы предотвратить гибель напарника. У Джея есть 24 часа, чтобы остановить Бориса. На Кони-Айленд, где Борис из 1969 года убивает биоида Романа Звездочёта, молодой агент Кей (Джош Бролин) арестовывает Джея и допрашивает, таким образом дав Борису скрыться. В штаб-квартире «Людей в чёрном» Джей пытается глупо врать, но Кей не верит ему и по приказу директора Экса отправляет Джея на нейрализацию (стирание памяти). В последнюю секунду Джей рассказывает ему о Борисе, и Кей выключает нейрализатор, поверив Джею. Вместе они следуют по следам Бориса и выходят на последнего из расы арканианцев, уничтоженных боглодитами, Гриффина (Майкл Стулбарг). Арканианцы способны предсказывать все вероятные варианты развития будущего и могут переживать их все. Кей с Джеем спасают Гриффина от Бориса, и он передаёт им «Аркнет». Устройство необходимо поместить на стартующую к Луне ракету «Аполлон», и у них осталось шесть часов. После прибытия на мыс Канаверал агентов и Гриффина арестовывают. Полковник (Майк Колтер) отпускает агентов после того, как Гриффин, живущий сразу во многих измерениях, показывает ему их предназначение.
На верхнем этаже стартового комплекса Джею и Кею перекрывают путь два Бориса — один из нашего времени, другой из 1969 года. Джею после тяжёлой схватки с «современным» Борисом с помощью перемещения на несколько мгновений в прошлое удаётся сбросить его в шахту стартующей ракеты, и тот гибнет в огне. Тем временем Кей во время боя с Борисом из 1969 года также сбрасывает противника вниз, отстрелив ему руку. Кей устанавливает «Аркнет» на ракете, и защитный экран разворачивается после её выхода в космос. Кей поздравляет полковника и предлагает ему вступить в агентство. Однако неожиданно появляется чудом выживший после падения Борис из 1969 года, который, собираясь убить Кея, убивает полковника, когда тот заслонил Кея своим телом. Кей, уже зная, что случится в случае ареста Бориса, уничтожает пришельца. После этого мальчик по имени Джеймс выходит из стоящей неподалёку машины и начинает искать своего отца. В отдалении Джей наблюдает эту сцену и, вспоминая, как когда-то погиб его отец, понимает, что этот мальчик — он сам и есть. Кей использует нейрализатор и говорит маленькому Джею, что его отец был героем. Джей возвращается в настоящее, где встречает Кея в их любимом кафе. Там он показывает Кею карманные часы своего отца — это намёк на то, что ему всё известно. Кей с самого начала всё знал, и именно поэтому изначально присматривал за мальчиком в память о своём погибшем друге. Когда они уходят, Гриффин размышляет, что это его самый любимый вариант земных событий, за исключением того, что Кей забыл оставить чаевые, указывая, что они находятся в измерении, где к Земле приближается метеорит. Но Кей возвращается и оставляет деньги, одновременно подмигнув Гриффину, и тем самым реализуется другое измерение, в нём метеорит разрушается при столкновении со спутником. Гриффин облегчённо произносит: «Вроде пронесло».

## В ролях
| Актёр            | Роль                                                                              |
| ---------------- | --------------------------------------------------------------------------------- |
| Уилл Смит        | Джеймс Даррел Эдвардс III / агент J                                               |
| Томми Ли Джонс   | Кевин Браун / агент K                                                             |
| Джош Бролин      | молодой Кевин Браун / агент K                                                     |
| Джемейн Клемент  | Борис Животное главный злодей фильма                                              |
| Эмма Томпсон     | агент O глава ЛВЧ в настоящем времени                                             |
| Майкл Стулбарг   | Гриффин (арканианец, помощник Кея и Джея)                                         |
| Элис Ив          | молодая агент O                                                                   |
| Майк Колтер      | полковник Джеймс Эдвардс II отец Джеймса Эдвардса III                             |
| Николь Шерзингер | Лилли подружка Бориса                                                             |
| Майкл Чернус     | Джеффри Прайс                                                                     |
| Дэвид Раш        | шеф X глава ЛВЧ в 1969 году                                                       |
| Билл Хейдер      | Энди Уорхол агент W                                                               |
| Кеон Янг         | Ву владелец китайского ресторана — инопланетянин, торгующий внеземными продуктами |
| Кайен Мартин     | молодой Джеймс Эдвардс III                                                        |
| Рип Торн         | Z бывший глава ЛВЧ                                                                |
| Уилл Арнетт      | агент AA                                                                          |

## Прокат и отзывы
Фильм получил преимущественно положительные отзывы от кинокритиков. На Rotten Tomatoes фильм получил рейтинг 70 % со средней оценкой 6/10 на основе 194 обзоров.
На Metacritic рейтинг картины составил 58 баллов из 100 возможных на основе 38 обзоров, указывая на «смешанные или средние обзоры».
Роджер Эберт дал фильму 3 из 4 звёзд и особенно отметил роль Джоша Бролина, которого он назвал «превосходным примером хорошего кастинга».
В рецензии на фильм из журнала «Сеанс» говорится:
За четырнадцать лет совместной службы агентам Кею (Томми Ли Джонс) и Джею (Уилл Смит) приелось даже такое вроде бы развлекательное занятие, как контроль популяции прибывающих на Землю космических мигрантов. Модернизированные бластеры и гаджеты уже не радуют. Разнообразие инопланетных форм жизни тоже опостылело. Коротко переглянувшись с осмысленным глазиком, который на правах автономного организма обретается в тарелке с супом, агент Кей отворачивается. Но лишь с тем, чтобы упереться взглядом в избыточно знакомое и родное лицо Джея, которое по обыкновению что-то болтает.

## Возможные продолжения

### Кроссовер
10 декабря 2014 года выяснилось, что Sony планировала кроссовер между «Людьми в чёрном» и «Мачо и ботаном». Новость просочилась после того, как Sony Pictures Entertainment был взломан, а затем был подтверждён режиссёрами фильмов «Мачо и ботан», 
Филом Лордом и Крисом Миллером во время интервью об этом. Джеймс Бобин был объявлен как режиссёр в 2016 году.. В январе 2019 года стало известно, что проект больше не находится в разработке.

### Отменённое продолжение
Уилл Смит и Томми Ли Джонс упоминали, что они «рассматривают» своё появление в «Людях в чёрном 4». Джонс отмечал, что было бы «легко продолжить с того места, где мы остановились. Мы знаем, что делаем, мы знаем, как это сделать. Это просто удовольствие, чёрт побери». В июле 2012 года исполнительный директор Columbia Даг Белград сказал: «Мы очень довольны финансовыми показателями „Людей в чёрном 3“, и мы считаем, что это продолжающаяся франшиза. Мы готовы к следующему [фильму], но у нас пока нет ясности в том, как это должно быть сделано». Барри Зонненфельд сказал: «Уилл умный парень, но как я уже говорил, слишком энергичный, что очень раздражает. Когда он окончательно меня достанет, я его попрошу приберечь это для „Людей в чёрном 4“, Уилл не в проекте, а его сын Джейден Смит остался в проекте… если мы продолжим в том же духе, то проект будет выпущен не раньше 2032 года». Уилл Смит сказал, что: «Джадену уже 13 лет и он в этом мифическом мальчишеском возрасте и пришло время для его бар-мицвы, Он здесь… Он готов проверять меня, но он не может быть во всех моих фильмах рядом со мной». Известно, что в начале 2013 года Орен Узиэль работал над сценарием «Людей в чёрном 4» для Sony Pictures. После этого новостей о данном фильме не поступало.

### Спин-офф
В сентябре 2017 года пошли слухи, что студия планирует спин-офф с более молодыми актёрами и современным сюжетом, обрабатывающий вторжение инопланетян в глобальном масштабе. Сценарий напишут Арт Маркум и Мэтт Голловай, а студия ищет режиссёра. Стивен Спилберг будет выступать в качестве продюсера проекта. После выхода первого трейлера, фильм получил подзаголовок «Интернэшнл». Изначально «Люди в чёрном: Интернэшнл» планировалось выпустить 17 мая 2019 года. Однако дату релиза отложили до 14 июня 2019 года.